# Ånderdalen nationalpark
69°12′N 17°16′Ø / 69.200°N 17.267°Ø
Ånderdalen nationalpark ligger i Torsken og Tranøy kommuner i Troms og Finnmark fylke i Norge. Parken blev oprettet i 1970, udvidet i 2004, og er nu på 125 km². Nationalparken repræsenterer nord-norsk kystnatur: Golde fjelde med heder og spredt birkeskov præger meget af nationalparken. Mellem fjeldene ligger søer og brede elve med hidsige stryg og fosser. Skoven af kystfyr har træer der er op til 500 år gamle.

## Geografi, landskab, geologi
Nationalparken ligger på den sydlige halvdel af øen Senja i Midt-Troms. Her er spidse fjeldtinder, mange søer, elve, moseområder og urørt urskov. Det er god bestand af kystfyr, som er sjælden i så store bestande og var en af årsagerne til at fredningen blev gennemført. Enkelte af kæmpefyrretræerne er over 500 år gamle.
Den repræsenterer et nordnorsk kystlandskab med urskov (fyr) i dalen fra Tranøybotn op mod Åndervatnet. Længere oppe overtager birkeskov og moseområder, fra ca. 100 meter over havoverfladen. I vest og nord er der fjelde med blotlagt granit. Det er nogen israndsafsatte moræner og deltaer fra smeltevandselve.

## Flora og fauna
Der findes omkring 200 karplantearter i parken, med blandt andet benbræk, koralrod og knælæbe. Vegetationen er karrig, fordi granitgrundfjeldet giver dårlig jordbund og lidet frugtbart floragrundlag. De fattige moseområdene er prægede af kæruld, stararter og mosser. Omkring moserne kan man støde på sorttop, engviol, leverurt og plettet gøgeurt. I fjeldet findes hedelyng, revling og blåbær, pil og arktisk fjeldpryd.
Der findes ca. 90 fuglearter, flere af dem ynglende (sortstrubet lom, grågås og sangsvane). Der findes også storspove, småspove, almindelig ryle, trane og nordisk lappedykker. Blandt arter, som ikke yngler her, findes silkehale, træløber, grønspætte og korsnæb.
I vande og elve findes røddinger, laks, trepigget hundestejle og ørred.
Der findes en fast stamme af elg, som indvandrede i 1940'erne. Andre dyrearter er rød ræv, hare, lækat og odder.

## Kulturminder
Det har antagelig ikke været fast bosættelse i Ånderdalen og naturen er i betydelig grad urørt. Før 1600 var det søsamer på Senja, og de har formodentlig jaget og fisket i Ånderdalene. Det findes bevaret nogen samiske kulturminder.

## Forvaltning og brug af området
Ånderdalen er meget udnyttet til friluftsliv. Det er tilladt at foretage vedindsamling i denne sammenhæng.
Området er en del af tamrenernes græsningsområde (Sør-Senja reinbeitedistrikt).
- Fra Åndervatnet, udsyn mod Indre Ånderdalen
- Vådområde i nationalparken, med plankeveje i fyr lagt for enklere passage
- Adgangsvej ind i nationalparken under udførelse